# 阿盖特 (希腊神话)

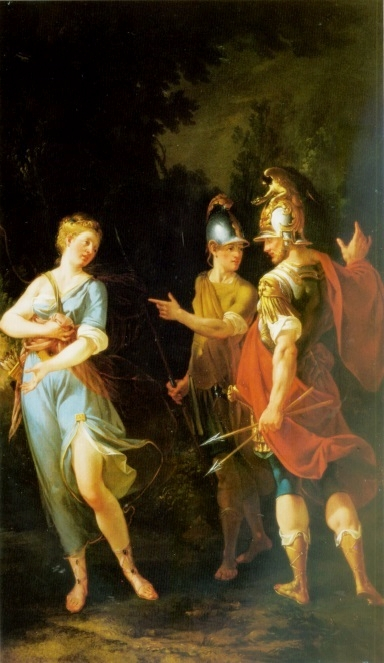
维纳斯出现在阿涅阿斯和阿盖特面前，作者：Donato Creti

阿盖特，希腊神话人物，在《埃涅阿斯紀》中被多次提到。是埃涅阿斯最忠实的朋友。生于特洛伊，参加了特洛伊战争。传说在特洛伊战争中，是他杀死了第一位希腊英雄。